# Lewis County, New York
Lewis County är ett administrativt område i delstaten New York, USA, med 27 087 invånare. Den administrativa huvudorten (county seat) är Lowville. Countyt har fått sitt namn efter Morgan Lewis som var guvernör i New York 1804-1807.

## Geografi
Enligt United States Census Bureau så har countyt en total area på 3 341 km². 3 304 km² av den arean är land och 37 km² är vatten. 

### Angränsande countyn
- St Lawrence County, New York - nord
- Herkimer County, New York - öst
- Oneida County, New York - syd
- Oswego County, New York - väst
- Jefferson County, New York - nordväst